# BMW R27
De BMW R27 is een motorfiets van het merk BMW.

## Voorgeschiedenis
Na de Tweede Wereldoorlog had BMW vanaf 1948 de motorfietsproductie weer opgepakt met 250cc-modellen. Achtereenvolgens verschenen de R24 (1948), de R25 (1950), de R25/2 (1951), de R25/3 (1953) en de R26 (1955). In grote lijnen waren het identieke machines. Ze hadden een "vierkante" (boring × slag 68 × 68 mm) langsgeplaatste eencilinder-kopklepmotor. Deze had één nokkenas die via stoterstangen de kopkleppen opende. Ze dreef tevens de oliepomp aan. De gelijkstroomdynamo zat vóór op de krukas. Er was een zwaar vliegwiel gemonteerd, met een kijkgaatje in het carter om de ontsteking af te stellen. De aandrijving verliep via een enkelvoudige droge plaatkoppeling, een voetgeschakelde vierversnellingsbak en uiteraard de cardanas, die van een rubber trillingsdemper, een z.g. hardyschijf, was voorzien. Motor en versnellingsbak waren van gegoten aluminium, met gietijzeren cilinders. Achter op de carburateur zat een nat luchtfilter, dat regelmatig ingeolied moest worden, waarna de olie het stof in de aangezogen lucht vasthield. Aan de voorzijde zat aanvankelijk een telescoopvork en de achtervering bestond uit een eenvoudige plunjervering, volle naaf trommelremmen en was het vermogen gestegen van 12 naar 13 pk. Er waren kogelkoppelingen voor zijspangebruik aangebracht en daarvoor was ook een speciale overbrengingsverhouding in de eindaandrijving leverbaar. De machines waren ook wat luxueuzer geworden. Vlak na de oorlog waren het nog "spaarmodellen" zonder chroom en achtervering. De R26 die in 1955 verscheen had ten opzichte van zijn voorganger R25/3 een opnieuw vergrote carburateur (een Bing-carburateur met een doorlaat van 26 mm) en een hogere compressieverhouding gekregen. Dat leverde weer twee extra pk's op. De machine leverde nu 15 pk bij 6400 tpm en haalde een behoorlijke topsnelheid van 128 km/h. Bovendien was het een “Vollschwingen BMW” geworden. Dat hield in dat er aan de voorkant een Earles schommelvoorvork was gemonteerd, terwijl de plunjervering aan de achterkant was vervangen door een telescopisch geveerde achtervork met schokdemping waardoor de wegligging aanmerkelijk was verbeterd ten opzichte van zijn voorgangers. In de loop der tijd werden ook elektrische richtingaanwijzers (de "Koeienogen") en een duozadel voor de R26 leverbaar. Toen de R26 in 1960 werd opgevolgd door de R27 waren er 30.236 stuks geproduceerd.

## R27
Zoals eerder de R26, maakte ook de R27 deel uit van een hele serie motorfietsen die BMW vrijwel tegelijk op de markt bracht. Dit waren naast de R27 de 500 cc R50/2, de R50S, de R0/2 en de R6S. De serie kwam in 1960 op de markt en werd pas in 1969 vervangen. Dat gold echter niet voor de R27: dat was de laatste 250cc BMW en tot het verschijnen van de F 650 Funduro in 1993 ook de laatste eencilinder. De R27 moest vooral concurreren met de NSU Max- en Supermax-modellen en was daarom ten opzichte van zijn voorganger weer iets sterker geworden: het vermogen lag nu op 18 pk. De zijspankoppelingen waren verdwenen. Wie een zijspan wilde aankoppelen moest hiervoor een hulpframe monteren. Toch was het hoofdframe nog steeds stevig genoeg om een zijspan te trekken. BMW leverde ook voor de R27 de speciale overbrengingsverhouding in de eindaandrijving om meer trekkracht te creëren. Met zijspan bedroeg deze 26/5, zonder zijspan (solo) 25/6. De motor had zelfs iets grotere koelribben gekregen, omdat bij de voorgaande modellen weleens koelproblemen optraden bij zijspangebruik. De belangrijkste verandering ten opzichte van zijn voorganger (R26) was de geheel vernieuwde montage van het motorblok in het frame. Dit was nu geplaatst op vier rubberen trillingsdempers, zogenaamde silentblocs, die op hun beurt 'stonden' op 4 supports op de wieg van het frame. Door deze innovatie liep de motorfiets op kruissnelheid naar begrippen voor die tijd erg rustig. BMW beschreef deze constructie als  "Schwebe-motor". Een andere belangrijke verandering was de verplaatsing van de hoogspanningsspoel vanachter het deksel aan de voorzijde van de krukas en was nu geplaatst onder de benzinetank en wel in de uitvoering van de karakteristieke bobine. Tevens kreeg de spanningsregelaar (voltregelaar) ook een andere plaats: Eveneens onder de benzinetank. Als laatste was de vervroeger/onderbreker ook verhuisd. Zij was nu i.p.v. op de voorzijde van de krukas op de nokkenas geplaatst, net als bij de R50/60/69(S), waardoor o.a. een reductie van de slijtage van de contactpunten werd gerealiseerd aangezien de zogenaamde 'blind spark' bij een van de twee krukasomwentelingen verviel. Omdat de R27 tot 1966 geproduceerd werd, viel hij ook in het tijdperk van de opkomst van de lichte, snelle en sportieve Japanse motorfietsen. De concurrentie met de 22 pk sterke Honda CB 250 en de 24 pk Yamaha YDS-2-tweetaktmotor zou onmogelijk zijn. De BMW was ook veel meer een praktisch ingestelde "commuter bike", terwijl de markt snel verschoof in de richting van de motorfiets als hobbyobject. De NSU's waren al in 1963 verdwenen en de meeste Duitse fabrikanten kozen voor zeer lichte modellen (< 50 cc). De keuze van BMW viel juist op de productie van zwaardere motorfietsen. Daarom kreeg de R27 geen opvolger. Er werden 15.364 stuks geproduceerd, waarvan een deel als behördenmaschine werd ingezet bij politie, leger en Rode Kruis. De geplande opvolger R28, die weer voorzien zou worden van een telescoopvork, kwam nooit in productie.

## Technische Gegevens
| Periode                        | 1960-1966                   | 1960-1966                   | 1960-1966                   |
| Categorie                      | toermotor                   | toermotor                   | toermotor                   |
| Motortype                      | kopklepmotor                | kopklepmotor                | kopklepmotor                |
| Bouwwijze                      | langsgeplaatste eencilinder | langsgeplaatste eencilinder | langsgeplaatste eencilinder |
| boring                         | 68 mm                       | 68 mm                       | 68 mm                       |
| slag                           | 68 mm                       | 68 mm                       | 68 mm                       |
| Cilinderinhoud                 | 247 cc                      | 247 cc                      | 247 cc                      |
| Max. vermogen                  | 13 kW/18 pk                 |                             |                             |
| Topsnelheid                    | 130 km/h                    | 130 km/h                    | 130 km/h                    |
| Topsnelheid met zijspan        | 90 km/h                     | 90 km/h                     | 90 km/h                     |
| Aandrijving                    | cardanas                    | cardanas                    | cardanas                    |
| Rijwielgedeelte                | dubbel wiegframe, buisframe | dubbel wiegframe, buisframe | dubbel wiegframe, buisframe |
| Leeg gewicht                   | 162 kg                      | 162 kg                      | 162 kg                      |
| Max. totaalgewicht             | 325 kg                      | 325 kg                      | 325 kg                      |
| Max. totaalgewicht met zijspan | 480 kg                      | 480 kg                      | 480 kg                      |
| Tankinhoud                     | 15 liter                    | 15 liter                    | 15 liter                    |
| Voorganger                     | R26                         | R26                         | R26                         |
| Opvolger                       | geen                        | geen                        | geen                        |